# 沙灘仔與周師奶
《沙灘仔與周師奶》（英語：The Royal Scoundrel），是1991年上映的一部香港電影，由杜琪峯與戚其義聯合执导，梁朝偉、吳孟達與吳倩蓮主演。

## 演员
| 演员   | 角色     |
| ------ | -------- |
| 梁朝偉 | 沙灘仔   |
| 吳孟達 | 周師奶   |
| 吳倩蓮 | 阿玉     |
| 李子雄 | 李南     |
| 黃一飛 |          |
| 王天林 |          |
| 徐忠信 |          |
| 林聰   |          |
| 成運安 | 臺灣黑幫 |

## 外部連結
- 香港影庫上《沙灘仔與周師奶》的資料（繁體中文）